# Azra
Azra je nekdanja rock/novovalovska skupina iz Zagreba, popularna v Jugoslaviji od osemdesetih let preteklega stoletja dalje. Glasbena dela skupine so se redno uvrščala na lestvice najuspešnejših albumov in singlov, njihovo delo je vplivalo tudi na siceršnji razvoj jugoslovanskega novega vala in rocka na splošno.
Skupino je leta 1977 osnoval frontman Branimir »Johnny« Štulić s preostalima članoma originalne zasedbe Mišom Hrnjakom (bas) in Borisom Leinerjem. Skupina je svoje ime povzela po istoimenski pesmi Heinricha Heineja. Prva singla »Balkan« in »A šta da radim« sta bila izdana leta 1979, leto kasneje pa prvi album, ki se je izkazal za uspeh in že populariziral glasbeno skupino. Azrin zadnji album Između krajnosti je izšel leta 1987, zatem pa je Štulić skupino razpustil. Sam je nadaljeval solo kariero, zaradi jugoslovanskih vojn pa se je preselil na Nizozemsko.